# Cléopâtre Montandon
Pour les articles homonymes, voir Montandon (homonymie).
Cléopâtre Montandon, née le 12 février 1941 à Athènes est une anthropologue et sociologue suisse d'origine grecque.

## Biographie

### Jeunesse et formation
Elle étudie les sciences économiques à l'université de Genève, la sociologie à l'université de Montréal et obtient un doctorat en anthropologie culturelle à l'université Columbia de New York. Sa thèse (prix H. E. Sigrist) porte sur le développement de la science à Genève aux XVIIIe et XIXe siècles.

### Carrière universitaire
En 1964, elle participe à l'expédition médicale sur l'Ile de Pâques (METEI). De retour à Genève, elle devient collaboratrice scientifique au Service de la recherche sociologique du Département de l'instruction publique, menant des études sur la socialisation des jeunes et la déviance. Elle est ensuite chargée de recherche à la Faculté de Médecine de l'Université de Genève, entreprenant des recherches sur l'expertise psychiatrique en matière pénale ainsi que sur les représentations de la justice pénale et du système pénitentiaire chez les détenus de la prison préventive genevoise. Elle a aussi été consultante à l’Organisation Mondiale de la Santé pour une recherche portant sur la dangerosité.
Cléopâtre Montandon a été chargée de cours, puis professeur ordinaire à la Faculté de psychologie et des sciences de l’éducation de l’Université de Genève (1984-2002), ainsi que professeur invitée à l’Université du Québec à Montréal et à Paris X. Son enseignement a porté sur la sociologie de l’éducation et sur la sociologie de l’enfance. Dans ce cadre, elle a conduit des recherches financées par le Fonds national suisse de la recherche scientifique (FNRS), notamment sur la socialisation de soi des enfants, sur la violence à l’école et sur l’expérience de l’autonomie chez les enfants. Elle a contribué à l’introduction de champs de la sociologie peu investis en langue française en Suisse à l’époque, comme la sociologie de la science, la sociologie des émotions et la sociologie de l’enfance.

## Travaux

### Ouvrages
- Cléopâtre Montandon (préf. Jean Starobinski), Le développement de la science à Genève aux XVIIIe et XIXe siècles : le cas d'une communauté scientifique, Vevey, Delta, 1975 (présentation en ligne).
- Cléopâtre Montandon et Crettaz, B., Paroles de gardiens, paroles de détenus. Bruits et silences de l'enfermement, Paris-Genève, Masson-Médecine et Hygiène, 1981 (présentation en ligne).
- Cléopâtre Montandon et Perrenoud, Ph., Entre parents et enseignants : un dialogue impossible ? Vers l'analyse sociologique des relations entre la famille et l'école, Berne, P. Lang, 1987 (présentation en ligne).
- Cléopâtre Montandon, L'éducation du point de vue des enfants, Paris, L'Harmattan, 1997.

### Sélection d'articles
- (en) Cléopâtre Montandon, « Easter Island: a case of social change », Ethnologische Zeitschrift, Zürich, no 1,‎ 1978, p. 5-44.
- Cléopâtre Montandon, « Problèmes éthiques de la recherche en sciences sociales », Revue suisse de sociologie, no 2,‎ 1983, p. 215-224.
- Cléopâtre Montandon et Harding, T. W., « The reliability of dangerousness assessments: a decision-making exercise », The British Journal of Psychiatry, no 144,‎ 1984, p. 149-155.
- Cléopâtre Montandon, Kellerhals J., P.E. Gaberel, H. McCluskey, F. Osiek et M. Sardi, Les stratégies éducatives des familles. Milieu social, dynamique familiale et éducation des pré-adolescents, Paris, Delachaux et Niestlé, 1991.
- Cléopâtre Montandon et Kellerhals, J., « Cohésion familiale et styles d'éducation », L'Année sociologique, no 41,‎ 1991, p. 229-246.
- Cléopâtre Montandon, « La socialisation des émotions : un champ nouveau pour la sociologie de l'éducation », Revue française de pédagogie, no 101,‎ 1992, p. 105-122.
- Cléopâtre Montandon, « La socialisation scolaire : de l'expérience des enfants à l'analyse sociologique », Revue européenne des sciences sociales, no 102,‎ 1995, p. 95-119.
- Cléopâtre Montandon, « Promesses et limites de l'Explication en Sociologie. Quelques réflexions sur la pensée sociologique de Jean Piaget », Revue européenne des sciences sociales, no 106,‎ 1996, p. 113-132.
- Cléopâtre Montandon, « Processus de socialisation et vécu émotionnel des enfants », Revue française de sociologie,‎ 1996, p. 263-285.
- Cléopâtre Montandon, « Children's perspectives on their education », Childhood, no 3,‎ 1998, p. 247-263.
- Cléopâtre Montandon, « Une question sans cesse renouvelée : déterminismes sociaux et liberté humaine » (Itinéraire de recherche), Perspectives documentaires en éducation, no 45,‎ 1998, p. 7-23 (lire en ligne [PDF], consulté le 24 janvier 2021).
- Cléopâtre Montandon, « Formes sociales, formes d'éducation et figures théoriques », dans O. Maulini et C. Montandon, Les formes de l’éducation : variété et variations, Bruxelles, De Boeck, 2005, p. 223-244.
- Cléopâtre Montandon, « De l'étude de la socialisation des enfants à la sociologie de l’enfance : nécessité ou illusion épistémologique ? », dans R. Sirota, Eléments pour une sociologie de l'enfance, Rennes, Presses Universitaires de Rennes, 2006.